# União das Freguesias de Felgueiras e Maçores
Die União das Freguesias de Felgueiras e Maçores, kurz Felgueiras e Maçores ist eine Gemeinde (Freguesia) im Kreis (Concelho) von Torre de Moncorvo im Nordosten Portugals.

## Geschichte
Die Gemeinde entstand im Zuge der Gebietsreform vom 29. September 2013, durch die Zusammenlegung der ehemaligen Gemeinden Felgueiras und Maçores. Felgueiras wurde Sitz der neuen Verwaltung.

## Demographie
| Freguesia | Freguesia            | Freguesia | Freguesia       | ehemalige Freguesias | ehemalige Freguesias | ehemalige Freguesias | ehemalige Freguesias |
| --------- | -------------------- | --------- | --------------- | -------------------- | -------------------- | -------------------- | -------------------- |
| Wappen    | Freguesia            | Einwohner | Fläche in (km²) | Wappen               | Freguesia            | Einwohner            | Fläche in (km²)      |
|           | Felgueiras e Maçores | 332       | 38,93           |                      | Felgueiras           | 289                  | 23,07                |
|           | Felgueiras e Maçores | 332       | 38,93           | Maçores              | 172                  | 15,86                |                      |